# Fay Baker
Fay Baker, nata Fay Schwager (New York, 31 gennaio 1917 – Sleepy Hollow, 8 dicembre 1987), è stata un'attrice statunitense.

## Filmografia parziale

### Cinema
- Notorious - L'amante perduta (Notorious), regia di Alfred Hitchcock (1946)
- Trapped by Boston Blackie, regia di Seymour Friedman (1948)
- Tell It to the Judge, regia di Norman Foster (1949)
- Assalto al cielo (Chain Lightning), regia di Stuart Heisler (1950)
- Double Deal, regia di Abby Berlin (1950)
- N.N. vigilata speciale (The Company She Keeps), regia di John Cromwell (1951)
- Ho paura di lui (House on Telegraph Hill), regia di Robert Wise (1951)
- É scomparsa una bambina (Reunion in Reno), regia di Kurt Neumann (1951)
- L'ultima minaccia (Deadline - U.S.A.), regia di Richard Brooks (1952)
- La diva (The Star), regia di Stuart Heisler (1952)
- I frenetici (Don't Knock the Rock), regia di Fred F. Sears (1956)
- She Devil, regia di Kurt Neumann (1957)
- La ragazza del gruppo (Sorority Girl), regia di Roger Corman (1957)

### Televisione
- Your Show Time – serie TV (1949)
- The Doctor – serie TV, episodio 1x06 (1952)
- Four Star Playhouse – serie TV (1954-1956)
- Damon Runyon Theater – serie TV, episodio 1x07 (1955)
- Crossroads – serie TV, episodio 1x14 (1956)
- The Court of Last Resort – serie TV, episodio 1x22 (1958)
- Perry Mason – serie TV (1958)
- David Niven Show (The David Niven Show) – serie TV, episodio 1x04 (1959)
- Ispettore Dante (Dante) – serie TV, episodio 1x01 (1960)
- Maggie – serie TV (1960)
- Indirizzo permanente (77 Sunset Strip) – serie TV (1961)
- The Ann Sothern Show – serie TV (1959-1961)
- Hazel – serie TV (1962)
- Il dottor Kildare (Dr. Kildare) – serie TV (1963)